# Fran marder
Fran marder (från skogen) är den första fullängdsalbumet av det svenska black metalbandet Arckanum, släppt 1995. Utöver Shamaatae medverkar Lena Klarström, Sataros, Peter Tägtgren, Mattias Pettersson och Björn Pettersson med olika typer av sång och skrik på flera av låtarna. Texten till "Bærghet" kommer från en dikt skriven av Sataros som ursprungligen hette "De glömda". En nyutgåva av Fran marder släppten 2009 på skivbolaget Debemur Morti.

## Låtlista
1. Pans lughn/Hvila pa tronan min - 05:42
2. Þe alder hærskande væsende natur - 03:15
3. Svinna - 04:24
4. Kununger af þæn diupeste natur - 07:41
5. Gava fran trulen - 05:26
6. Fran marder - 03:47
7. Bærghet - 04:46
8. Trulmælder - 06:38
9. Kolin væruld/Ener stilla sior af droten min - 07:47